# 松本克也 (バスケットボール)
松本 克也（まつもと かつや、1974年5月13日 - ）は、広島県出身のバスケットボール選手である。ポジションはセンター。ナカシマプロペラ所属。

## 来歴
美鈴が丘高校、青山学院大学を経て1997年に大和証券に入社。
2000年に大和証券から引き継いだ新潟アルビレックスに引き続き所属。
2004年に岡山実業団のナカシマプロペラへ移籍。国体など全国大会で活躍する。
小宮邦夫は大学と大和証券・新潟時代の同期で、浦伸嘉は高校及び新潟の後輩。高校の同期に自転車ロードレーサーの唐見実世子がいる。

## 経歴
- 美鈴が丘高校 - 青山学院大学 - 大和証券/新潟アルビレックス（1997年〜2004年） - ナカシマプロペラ（2004年〜）

## 日本代表歴
- 1992アジアジュニア選手権
- 1998年アジアバスケットボールスーパーリーグ